# Basket Dome
De Basket Dome is een granietkoepel in het Yosemite National Park, die in de Amerikaanse staat Californië ligt. 
De Basket Dome ligt een kilometer ten noordoosten van de North Dome en is een onderdeel van dezelfde Indian Ridge als deze laatste, die de steil oprijzende noordwand vormt in het centrale deel van de Yosemite Valley.
Bezienswaardigheden: Bridalveil Fall · Cathedral Lakes · Cathedral Peak · Chilnualna Falls · Clouds Rest · El Capitan · Emerald Pool · Glacier Point · Grand Canyon of the Tuolumne · Grizzly Giant · Half Dome · Hetch Hetchy · Horsetail Fall · John Muir Trail · Mariposa Grove · Merced Grove · Merced River · Mount Conness · Mount Dana · Mount Lyell · Mount Starr King · Nevadawaterval · Ostrander Lake · Pacific Crest Trail · Sentinel Dome · Sentinel Rock · Tenaya Canyon · Tenaya Lake · Tunnel View · Tuolumne Grove · Tuolumne Meadows · Tuolumne River · Vernalwaterval · Wawona Tunnel Tree · Yosemite Valley · Yosemitewaterval

Bebouwing: Ahwahnee Hotel · Badger Pass Ski Area · Camp 4 · Curry Village · Glacier Point Hotel · Housekeeping Camp · LeConte Memorial Lodge · Pioneer Yosemite History Center · Rangers' Club · Parsons Memorial Lodge · Wawona · Wawona Hotel · Yosemite Valley Chapel · Yosemite Valley Lodge · Yosemite Village

Vervoer: SR 41 · SR 120 · SR 140 · Wawona Tunnel · Yosemite Area Regional Transportation System

Personen: Ahwahnechee · Chief Tenaya · Frederick Law Olmsted · Galen Clark · John Conness · John Muir · Sierra Miwok · Stephen Mather · Robert Underwood Johnson